# Ephydra hians
Ephydra hians — вид двокрилих комах родини бережницевих мушок (Ephydridae).

## Поширення

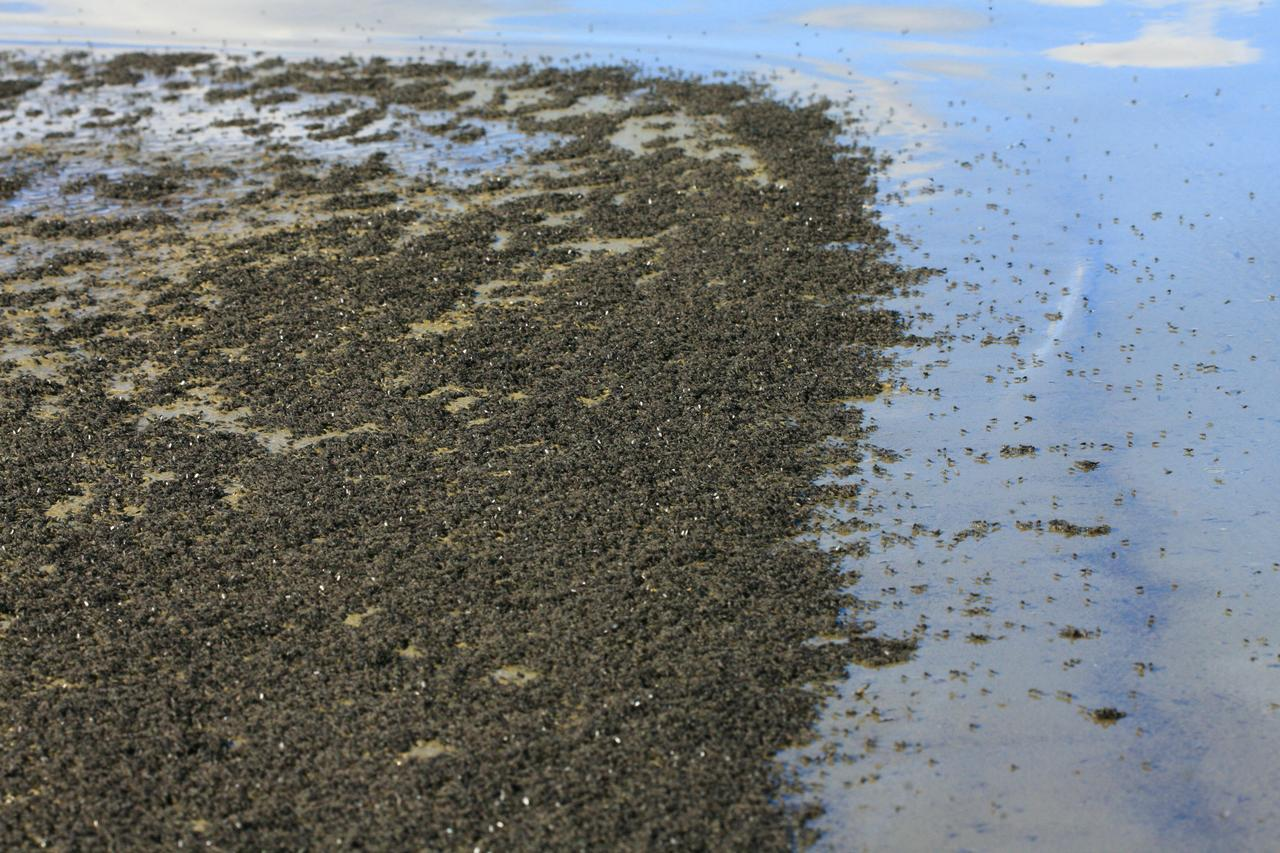
Ephydra hians на озері Моно

Вид поширений в західних штатах США (Вашингтон, Орегон, Каліфорнія, Міннесота, Північна Дакота) та суміжних районах Канади та Мексики. Мушка масово розмножується у солоному озері Моно в Каліфорнії.

## Опис
Мушка завдовжки 4-7 мм. Тіло темно-коричневого кольору, лише груди зеленкуваті або сині. Крила димчасто-коричневі. Тіло личинки завдовжки 10-12 мм, складається з голови, 3 грудних сегментів та 8 черевних сегментів.

## Спосіб життя
Імаго живуть лише 3-5 днів. За цей час вони встигають спаруватися і відкласти яйця у воду теплих солоних водойм. Для цього мухи пірнають у воду. Комахи залишаються сухими завдяки бульбашкам повітря, які утримують волосинки на їхньому тілі. Але досить часто самиці відкладають яйця на поверхню води. Личинки живуть під водою. Вони живляться мікроскопічними водоростями і бактеріями. Личинкова стадія триває від 15 до 120 днів, це залежить від кількості поживи та сприятливої температури води. Заляльковування відбувається у воді.